# 산궈시

산궈시 추기경의 문장

산궈시(單國璽, 1923년 12월 3일 ~2012년 8월 22일 )는 중화민국 로마 가톨릭교회 추기경으로 푸인 대학 의장, 화롄 교구와 가오슝 교구의 교구장 주교를 역임하였다. 세례명은 바오로이다.
중국 허난성 푸양 시에서 태어난 산궈시는 1955년 3월 18일 필리핀 바기오에서 사제 서품을 받았다. 1979년 11월 15일 주교 서임을 받은 동시에 화롄 교구의 교구장에 임명되었다. 1991년 3월 4일에는 가오슝 교구의 교구장 주교에 임명되었으며, 1991년 6월 17일 착좌하였다.
1998년 2월 21일 교황 요한 바오로 2세에 의해 추기경에 서임되었으며, 2000년과 2002년에 각각 궁핀메이 추기경과 후전충 추기경이 선종한 후부터 천르쥔 추기경이 등장하기 전까지 유일한 중국인 추기경이었다. 2006년 1월 은퇴하였다.